# Segimundus
Iulius Segimundus, auch Segimuntus, war ein germanischer Adeliger und Sohn des Cheruskerfürsten Segestes.
Der Stamm seines Vaters stand in guten vertraglichen Beziehungen zum Römischen Reich und wurde daher auch in den reichsweiten Herrscherkult für Kaiser Augustus eingebunden. In diesem Rahmen war Segimundus an der Ara Ubiorum, einem Altar im damaligen Oppidum Ubiorum (dem heutigen Köln), als hoher Priester tätig. Als der Cheruskerfürst Arminius im Jahr 9 n. Chr. einen Aufstand gegen die Römer startete, wechselte jedoch auch Segimundus auf die Seite der Rebellen, nachdem er sich angeblich symbolisch seine Priesterbinde vom Kopf gerissen hatte.
Einige Zeit nach dem Sieg der Germanen in der Varusschlacht stellten sich jedoch Segestes und sein Sohn Segimundus gegen ihren Stammesbruder Arminius, woraufhin dieser sie im Jahre 15 n. Chr. mit einer Streitmacht belagerte. Daraufhin sandte Segestes seinen Sohn als Teil einer Delegation zum römischen Heerführer Germanicus, von dem er sich Unterstützung in dieser innergermanischen Auseinandersetzung erhoffte. Der Feldherr verzieh Segimundus seine Beteiligung am antirömischen Aufstand einige Jahre zuvor und schickte ihn mit einer Eskorte an das „gallische [also linke] Rheinufer“ (so Tacitus). Mithilfe der römischen Truppe gelang es tatsächlich, den belagerten Segestes zu befreien. 17 n. Chr. wurden Segimundus, seine Schwester Thusnelda (Ehefrau des Arminius) und deren Sohn Thumelicus auf dem Triumphzug des Germanicus durch Rom geführt.